# Tre Jones
Tre Isiah Jones (Apple Valley, Minnesota; 8 de enero de 2000) es un baloncestista estadounidense que pertenece a la plantilla de los Chicago Bulls de la NBA. Con 1,85 metros de estatura, juega en la posición de base. Es hermano menor del también jugador de baloncesto Tyus Jones.

## Trayectoria deportiva

### Universidad
Tras participar en su etapa de instituto en los prestigiosos McDonald's All-American Game, Jordan Brand Classic y Nike Hoop Summit, jugó dos temporadas con los Blue Devils de la Universidad de Duke, en las que promedió 12,4 puntos, 4,0 rebotes, 5,9 asistencias y 1,8 robos de balón por partido. Al término de su primera temporada fue incluido en el mejor quinteto de novatos de la Atlantic Coast Conference y también en el mejor quinteto defensivo. La temporada siguiente sería elegido Jugador del Año de la ACC, mejor jugador defensivo e incluido en ambos mejores quintetos de la conferencia. Apareció además en los terceros equipos All-American de Associated Press, USBWA y la Asociación Nacional de Entrenadores.
El 21 de marzo de 2020 se declaró elegible para el Draft de la NBA, renunciando así a los dos años de universidad que le quedaban.

#### Estadísticas
| Año     | Equipo | PJ | PT | MPP  | %TC  | %3P  | %TL  | RPP | APP | ROB | TPP | PPP  |
| ------- | ------ | -- | -- | ---- | ---- | ---- | ---- | --- | --- | --- | --- | ---- |
| 2018–19 | Duke   | 36 | 36 | 34.2 | .414 | .262 | .758 | 3.8 | 5.3 | 1.9 | .2  | 11.6 |
| 2019–20 | Duke   | 29 | 29 | 35.4 | .423 | .361 | .771 | 4.2 | 6.4 | 1.8 | .3  | 16.2 |
| Total   | Total  | 65 | 65 | 34.7 | .419 | .313 | .767 | 4.0 | 5.8 | 1.8 | .2  | 13.9 |

### Profesional
Fue elegido en la cuadragésimo primera posición del Draft de la NBA de 2020 por los San Antonio Spurs.
En junio de 2023, acuerda una extensión de contrato con los Spurs por 2 años y $20 millones.
El 2 de febrero de 2025 es traspasado a Chicago Bulls en un acuerdo entre tres equipos.

## Estadísticas de su carrera en la NBA

### Temporada regular
| Año     | Equipo      | PJ  | PT  | MPP  | %TC  | %3P  | %TL  | RPP | APP | ROB | TPP | PPP  |
| ------- | ----------- | --- | --- | ---- | ---- | ---- | ---- | --- | --- | --- | --- | ---- |
| 2020-21 | San Antonio | 37  | 1   | 7.3  | .474 | .600 | .895 | .6  | 1.1 | .2  | .0  | 2.5  |
| 2021-22 | San Antonio | 69  | 11  | 16.6 | .490 | .196 | .780 | 2.2 | 3.4 | .6  | .1  | 6.0  |
| 2022-23 | San Antonio | 68  | 65  | 29.2 | .459 | .285 | .860 | 3.6 | 6.6 | 1.3 | .1  | 12.9 |
| 2023-24 | San Antonio | 77  | 48  | 27.8 | .505 | .335 | .856 | 3.8 | 6.2 | 1.0 | .1  | 10.0 |
| 2024-25 | San Antonio | 28  | 0   | 16.1 | .484 | .308 | .758 | 2.1 | 3.7 | 0.6 | .2  | 4.4  |
| 2024-25 | Chicago     | 18  | 9   | 25.3 | .572 | .500 | .882 | 3.2 | 4.9 | 1.1 | .3  | 11.5 |
| Total   | Total       | 297 | 134 | 21.7 | .488 | .311 | .839 | 2.8 | 4.7 | .9  | .1  | 8.4  |